# Domesticatie

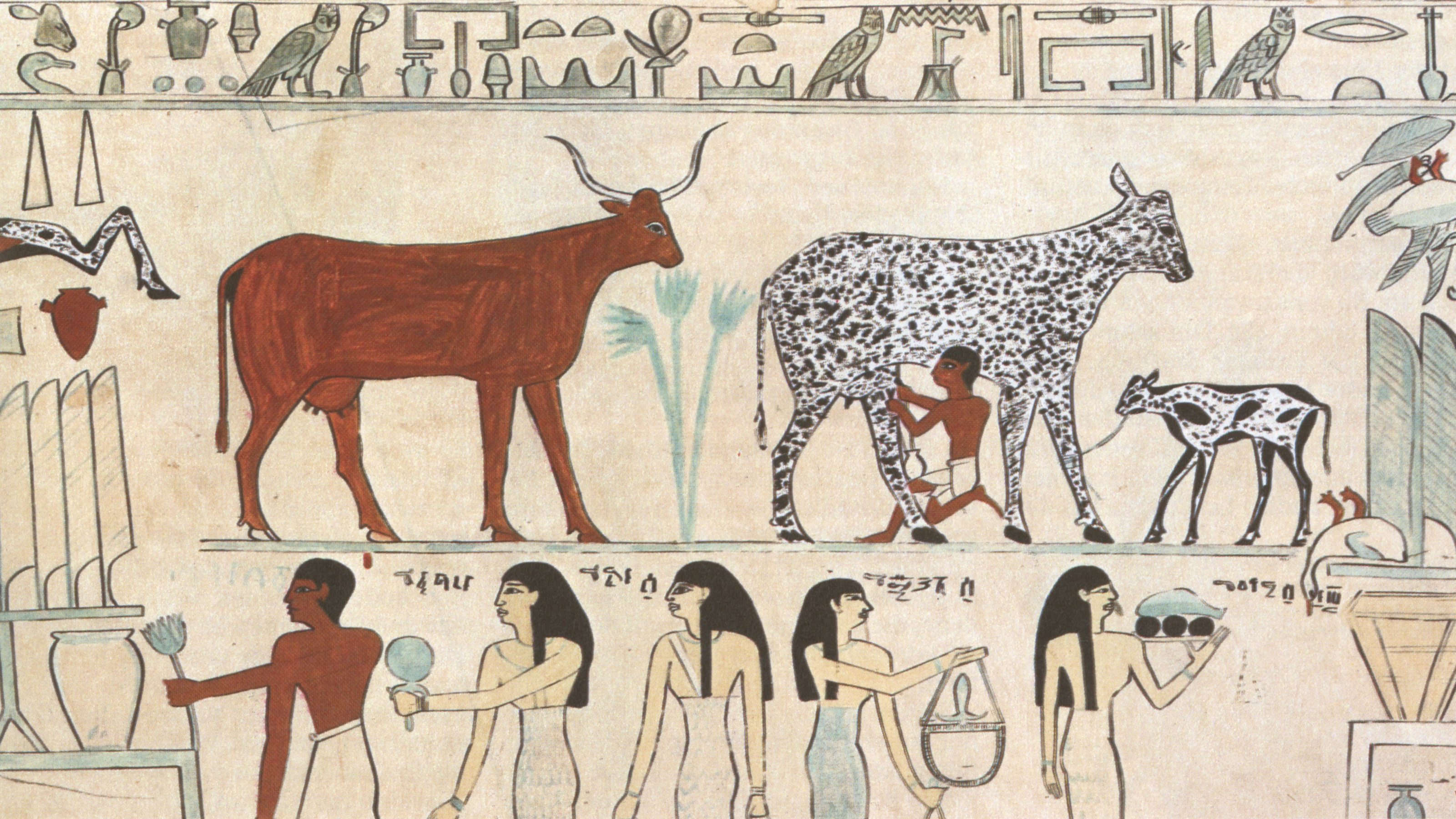
Vroege domesticatie: Een koe wordt gemolken in het Antieke Egypte.

Domesticatie (Latijn domus, huis) is het proces van toenemende wederzijdse afhankelijkheid tussen de mens enerzijds en dieren en planten anderzijds die gepaard gaat met mutaties (verandering in erfelijke eigenschappen) en selectie. De selectie kan daarbij doelbewust of onbewust zijn en zal bij de vroegste vormen onbewust zijn geweest. Naarmate de mens meer bewust werd van het proces van domesticatie werd gerichter gebruikgemaakt van selectie, teeltkeuze en fokken om gewenste eigenschappen en kenmerken te versterken.
De domesticatie van dieren en planten heeft deze sterk veranderd door kunstmatige selectie – een vorm van bewuste en onbewuste positieve of gerichte selectie – en een vermindering van de druk van natuurlijke selectie. Deze veranderingen zijn zichtbaar als domesticatiesyndroom. 
Ook bij de mens zelf zijn culturele veranderingen opgetreden. Dit komt het sterkst naar voren op sociologisch gebied waar domesticatie landbouw mogelijk maakte, een overgang die een dusdanig belangrijke invloed heeft gehad dat deze de neolithische revolutie wordt genoemd. Dit stimuleerde specialisatie en een sedentaire levenswijze, wat een voorwaarde was voor de daaropvolgende sterke bevolkingsgroei en het ontstaan van de vroege beschavingen. Op fysiologisch gebied is er onder meer sprake van lactose-tolerantie. De plaatsgebondenheid en intensiever contact met dieren vergrootte de kans op infectieziekten. Dieren werden vaak kleiner en rustiger.

## Definitie
In een aantal definities wordt meer uitgegaan van een proces waarbij de mens bewust ingrijpen in de verplaatsing, voeding, bescherming, verspreiding en voortplanting van dier of plant om een specifiek doel te bereiken. De nadruk ligt dan op de toegevoegde waarde en hoe plant en dier integreerden in de menselijke samenleving.
Andere definities leggen de nadruk op de symbiotische relatie waarbij zowel plant en dier als mens profiteren. Dit is vooral te zien bij onderzoek naar de domesticatie van planten, maar komt ook voor bij onderzoek naar de domesticatie van dieren. Het voordeel is dan niet noodzakelijk de kwaliteit van leven, maar wel het voortplantingsvermogen.
Anders dan bij natuurlijke symbiose is de mens niet afhankelijk van genetische veranderingen om gedrag te veranderen, maar kan geleerd gedrag toepassen en overdragen en heeft daardoor aanmerkelijk meer mogelijkheden om de relatie te beïnvloeden. Deze culturele evolutie onderscheidt zich van biologische evolutie doordat het veel snellere lamarckiaanse veranderingen mogelijk maakt. Na de beginfase waarin de mens zich nog niet bewust was van het domesticatieproces is het machtsevenwicht daarmee richting de mens verschoven.

## Selectie

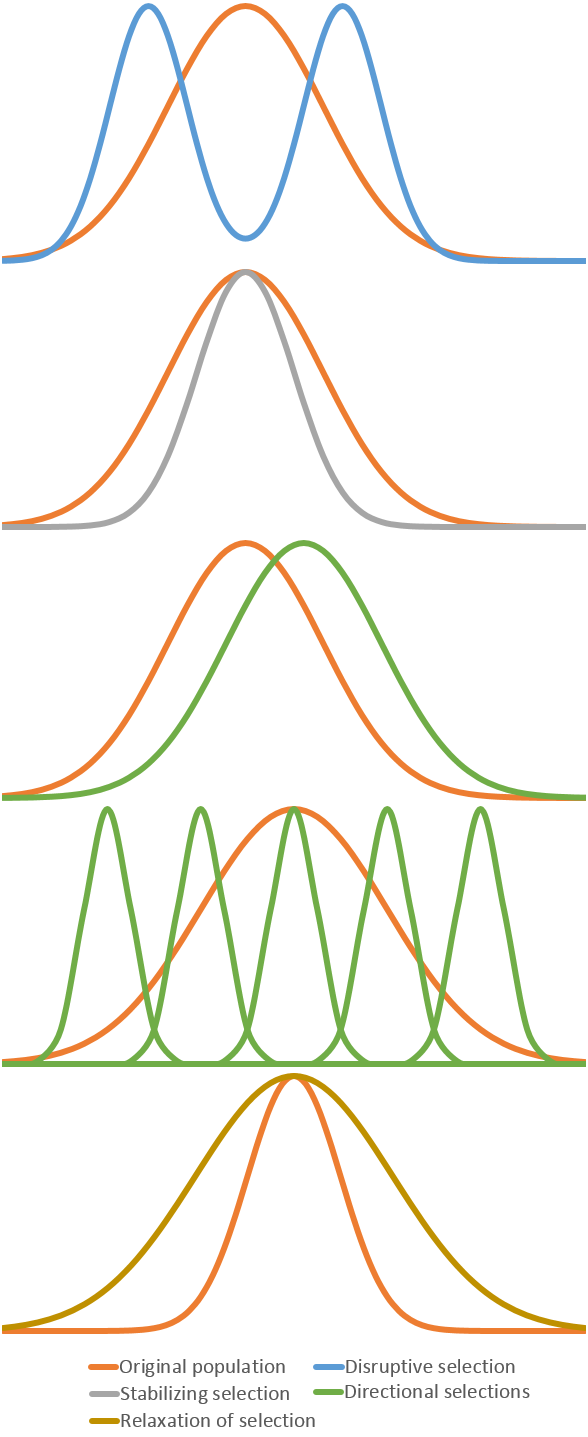
Verbrekende selectie, stabiliserende selectie, gerichte selectie, meerdere gerichte selecties en vermindering van selectie

Selectie speelt een belangrijke rol bij domesticatie. Gerichte kunstmatige selectie was het onderwerp van The Variation of Animals and Plants under Domestication uit 1868 van Charles Darwin. Naast deze bewuste en onbewuste positieve of gerichte selectie speelt echter ook de vermindering van de druk van natuurlijke selectie een belangrijke rol, vooral in het beginstadium van domesticatie. De bescherming door de mens maakt dat een deel van de natuurlijke selectiedruk wegvalt, waardoor mutaties die in een natuurlijke omgeving een dodelijke variatie op zouden leveren, nu geen zuiverende of negatieve selectie ondervinden.
Reproductieve isolatie kan daarnaast het aantal kruisingen met de wilde soort en daarmee de genenstroom verminderen tot het punt dat er soortvorming op kan treden. Dit kan versterkt worden doordat genetische drift een sterker effect heeft in kleinere afgescheiden populaties, doordat deze niet verdwijnen in de grote groep.

## Domesticatiesyndroom
Zowel gedomesticeerde planten als gedomesticeerde dieren vertonen het domesticatiesyndroom, de morfologische, fysiologische en gedragsveranderingen die optreden bij domesticatie. De nadruk ligt bij dieren op de laatste – zoals tamheid – terwijl deze bij planten uiteraard ontbreekt. De eerste twee treden wel op bij dieren, zoals vlekkerige pigmentatie van de vacht, hangende oren en een kleiner lijf met een kop die de kenmerken heeft vergelijkbaar met een onvolwassen wild dier, maar dit lijken bij de vroege domesticatie vooral bijeffecten te zijn geweest. Charles Darwin beschreef dit fenomeen al in The Origin of Species uit 1859, waarbij hij dacht dat de oorzaak lag in een veranderd levenspatroon. Een andere verklaring zag hij in het kruisen van verschillende soorten.
Bij planten was een vroege voor de mens gunstige verandering het verlies van de mogelijkheid tot zaadverspreiding bij graan. Hiermee wordt een gewas afhankelijk van de mens bij de voortplanting. Het ontstaan van niet-openspringende aren was waarschijnlijk aanvankelijk een onbewust gevolg van cultivatie. Andere kenmerken van het syndroom zijn grotere vruchten, of juist een verkleining zoals bij zetmeelrijk fruit als bananen waar juist de zaden kleiner zijn terwijl de hoeveelheid zetmeel groter is geworden. Soms is er sprake van divergente evolutie, zoals bij de broodboom, waarvan fertiele, zaadvormende rassen bestaan waarvan het zaad wordt gegeten en infertiele, zaadloze rassen waarvan het vruchtvlees wordt gegeten. Het verlies van kiemrust is een belangrijk kenmerk van peulvruchten en van pseudogranen zoals van het geslacht ganzenvoet. Daar tegenover staat dat hetzelfde kenmerk soms op verschillende manieren bereikt is. Deze convergente evolutie vond onder meer plaats bij gerst, waar zowel het gen Bt1 als Bt2 het verlies van broosheid van de spil (rachis) tot gevolg hadden en daarmee niet-openspringende aren.
Er zijn gevallen waarin cultivatie wel fenotypische veranderingen tot gevolg heeft, maar geen genotypische. Deze fenotypische plasticiteit is onder meer te zien bij knollen van yams die groter worden na herbeplanting in lossere bewerkte grond zonder dat dit genetische gevolgen heeft.

## Planten
Het doel van domesticatie van planten is ze beter te kunnen gebruiken (voedsel, medicijn, weefsel, bouwmateriaal, brandstof, etc.) of voor hun sierwaarde. 
Na domesticatie staan de gedomesticeerde exemplaren van een soort aan een geheel andere vorm van selectiedruk bloot dan hun wilde verwanten. De mens kweekt of fokt immers alleen verder met exemplaren die voor de mens gunstige eigenschappen hebben, zodat er in zeer korte tijd (tenminste op evolutionaire schaal bezien) grote veranderingen kunnen optreden, bijvoorbeeld van een wolf naar een schoothondje.
Bij veel gedomesticeerde planten is sprake van polyploïdie, dat wil zeggen dat iedere cel van zo'n plant in plaats van 2n chromosomen er 4n, 6n of 8n bezit. Dit gaat bij veel planten gepaard met grotere bladeren, bloemen en/of vruchten. Op deze wijze is bijvoorbeeld tarwe waarschijnlijk uit emmertarwe ontstaan.

### Gedomesticeerde planten
Zoals bij dieren geldt ook voor planten dat niet iedere plant even geschikt is voor domesticatie. Bij de domesticatie van planten gelden ook hier een aantal criteria.
- Ze dienen nuttig voor de mens te zijn (kleding, voedsel, sierwaarde)
- Groeisnelheid en de tijdsspanne voordat een plant nuttig wordt. Eenjarige planten zijn voor de mens het nuttigst.
- Voortplanting. Voor de mens zijn planten het nuttigst wanneer ze zich aseksueel vermeerderen via zelfbevruchting zodat de mens de plant kan zaaien. Bovendien is selectie (buiten een laboratorium) bezwaarlijk wanneer de plant afhankelijk is van de wind of andere diersoorten. Verder schieten veel planten hun zaden weg waardoor de mens ze niet kan verzamelen.
- Handelbaarheid bij het oogsten (afwezigheid van stekels of netelharen) en hiermee samenhangend grootte en verzamelbaarheid van de nuttige bestanddelen (grote laaghangende vruchten zijn makkelijker te oogsten dan kleine hooghangende vruchten.
- Snelle gelijktijdige ontkieming van de zaden.
- Bij vruchten de smaak, kleur, grootte, voedzaamheid en afwezigheid van toxinen.

Veel plantensoorten in het wild zijn niet nuttig voor de mens omdat ze niet aan deze criteria voldoen. Selectie vond echter plaats doordat de mens mutanten oppikte die wel nuttig waren, aanvankelijk door vruchten te eten waarna de uitgepoepte zaden bij latrines of gevallen of weggegooide vruchten met zaden wortel schoten. Wilde amandelen zijn bijvoorbeeld bitter en zelfs giftig, maar toch kon de amandelboom gedomesticeerd worden doordat er mutanten bestaan met zoete vruchten, waarna de mens uiteraard slechts de zoete amandelen ging eten en later planten. Doordat de grootste en kleurrijkste vruchten werden verzameld en gemorste exemplaren wortel schoten vond selectie plaats voor grote kleurrijke vruchten. Ook op andere eigenschappen werd aanvankelijk onbewust en later bewust geselecteerd door de mens.
Gedomesticeerde planten zijn onder andere:
- Aardappel
- Aardbei
- Appel
- Banaan
- Boekweit
- Bonen
- Druif
- Erwt
- Granen
- Keker
- Kool
- Linze
- Peer
- Tomaat
- Tuinboon
- Zonnebloem

### Gedomesticeerde schimmels
Gedomesticeerde of gekweekte schimmels zijn:
- Champignons
- Gist

## Dieren
Domesticatie van dieren heeft tot doel ze als voedsel te kweken, om werk te verrichten en/of als gezelschapdier. Het eerste gedomesticeerde dier was de hond. Er zijn genetische aanwijzingen dat honden reeds meer dan 100.000 jaar geleden werden gedomesticeerd. Dit kan betwist worden, maar er zijn grafresten gevonden van honden die dateren van minstens 14.000 jaar geleden. De hond werd gevolgd door de geit, het schaap en het varken, rond 8000 v.Chr. Dit vond allemaal plaats in het westen van Azië, in de zogenaamde Vruchtbare Halvemaan. De koe volgde rond 6000 v.Chr. Het paard werd rond 4000 v.Chr. in het zuiden van Europees Rusland gedomesticeerd. De domesticatie van cavia's wordt ongeveer 1000 v.Chr. gesitueerd. 
Door genetische analyse is tegenwoordig vaak redelijk goed vast te stellen:
- welke soort de wilde voorouder is,
- hoelang geleden de domesticatie ongeveer heeft plaatsgevonden en
- of dit een eenmalige gebeurtenis is geweest of dat het proces zich in verschillende streken of tijden herhaaldelijk heeft voltrokken.

Soms is de wilde voorouder inmiddels vermoedelijk uitgestorven of bestaat er twijfel of in het wild levende dieren van een gedomesticeerde soort niet gewoon verwilderde exemplaren zijn, in plaats van nog oorspronkelijk wilde exemplaren van die soort.
Landbouwhuishouddieren of vee voldoen aan zes criteria.
1. plant zich voort in gevangenschap
2. handelbaar gedrag
3. volgzaamheid
4. een voedingspatroon waarin de mens kan voorzien
5. groeit snel op
6. relatief korte intervallen tussen drachtigheid

Gezelschapdieren hebben bijkomende criteria:
1. aaibaarheid
2. gewenst gedrag moet getraind kunnen worden
3. afhankelijkheid ten opzichte van de mens
4. menselijke emoties kunnen aanvoelen en erop reageren. Dit vermindert de kans op afstoting aanzienlijk.

Domesticatie moet hier worden onderscheiden van temmen. Getemde dieren worden in het wild gevangen en getemd maar niet gedomesticeerd omdat ze niet aan alle criteria voldoen. Olifanten zijn bijvoorbeeld geen gedomesticeerde dieren omdat de meesten nog in het wild worden gevangen en getemd, door hun trage groei is fokken een (te) langdurig proces, hoewel er wel jongen in gevangenschap worden geboren.
Gedomesticeerde dieren zijn onder andere:
| Soort              | Datum           | Locatie                                       |
| ------------------ | --------------- | --------------------------------------------- |
| Hond               | 15000 v.Chr.    | Meerdere locaties                             |
| Geit               | 10000 v.Chr.    | Azië en Midden-Oosten                         |
| Schaap             | 8000 v.Chr.     | Azië en Midden-Oosten                         |
| Varken             | 8000 v.Chr.     | China                                         |
| Koe                | 8000 v.Chr.     | India, Midden-Oosten, en Sub-Saharisch Afrika |
| Kat                | 7000 v.Chr.     | Middellandse Zee                              |
| Kip                | 6000 v.Chr.     | Zuidoost-Azië                                 |
| Cavia              | 5000 v.Chr.     | Peru                                          |
| Ezel               | 5000 v.Chr.     | Egypte                                        |
| Waterbuffel        | 4000 v.Chr.     | China                                         |
| Paard              | 4000 v.Chr.     | Oekraïne                                      |
| Lama               | 3500 v.Chr.     | Peru                                          |
| Grauwe gans        | 3000 v.Chr.     | Europa                                        |
| Zijdevlinder       | 3000 v.Chr.     | China                                         |
| Rotsduif           | 3000 v.Chr.     | Egypte, Middellandse Zee                      |
| Kameel             | 2500 v.Chr.     | Centraal-Azië                                 |
| Dromedaris         | 2500 v.Chr.     | Arabië                                        |
| Banteng            | ?               | Zuidoost-Azië, Java                           |
| Gaur               | ?               | Zuidoost-Azië                                 |
| Jak                | 2500 v.Chr.     | Tibet                                         |
| Zwaangans          | 1500 v.Chr.     | Oost-Azië                                     |
| Alpaca             | 1500 v.Chr.     | Peru                                          |
| Wilde eend         | 1000 v.Chr.     | China                                         |
| Muskuseend         | ?               | Zuid-Amerika                                  |
| Rendier            | 1000 v.Chr.     | Siberië                                       |
| Helmparelhoen      | ?               | Afrika                                        |
| Karper             | ?               | Oost-Azië                                     |
| Fret               | 1500-500 v.Chr. | Europa                                        |
| Kalkoen            | 500 v.Chr.      | Mexico                                        |
| Goudvis            | 300             | China                                         |
| Konijn             | 1600            | Europa                                        |
| Zeboe              | 8000 v.Chr.     | India                                         |
| Bij                | 4000 v.Chr.     | Meerdere locaties                             |
| Aziatische olifant | 2000 v.Chr.     | Indusbeschaving                               |
| Damhert            | 1000 v.Chr.     | Middellandse Zee                              |
| Pauw               | 500 v.Chr.      | India                                         |
| Lachduif           | 500 v.Chr.      | Noord-Afrika                                  |
| Japanse kwartel    | 1100-1900       | Japan                                         |
| Kanarie            | 1600            | Canarische Eilanden, Europa                   |
| Mandarijneend      | ?               | China                                         |
| Knobbelzwaan       | 1000-1500       | Europa                                        |
| Goudhamster        |                 |                                               |
| Muis               |                 |                                               |
| Rat                |                 |                                               |

### Experimenten
Om het proces van de domesticatie van wilde dieren na te bootsen zijn wetenschappers onder leiding van Dmitri Beljajev in Rusland in 1958 begonnen met het kweken van vossen. Hierbij werden vossen geselecteerd op de goede "tamme" eigenschappen. Na negen generaties van selectie waren er al aanmerkelijke gedragsveranderingen en konden vele van deze vossen als huisdieren gebruikt worden. Door de genetische aanpassingen te vergelijken met andere gedomesticeerde dieren hoopt men precies te achterhalen welke genen bij het proces betrokken zijn.